# Radiodiffusion-Télévision Ivoirienne
Radiodiffusion-Télévision Ivoirienne, nota anche con l'acronimo RTI, è l'ente radiotelevisivo pubblico della Costa d'Avorio. Trasmette da Cocody e Abidjan in francese.

## Storia

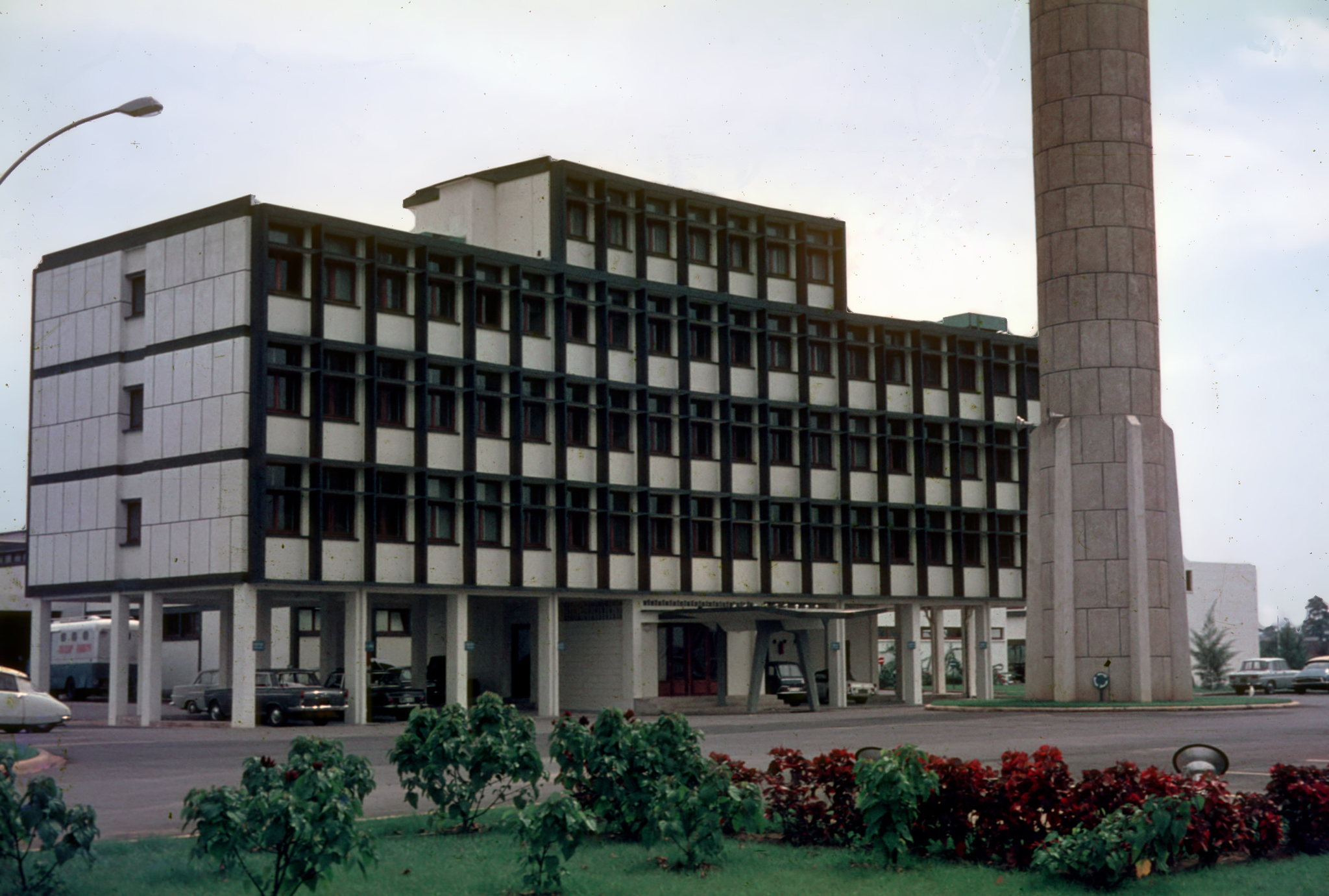
Gli edifici della RTI nel 1965.

La prima stazione radio in Costa d'Avorio debuttò il 26 ottobre 1962 per volontà del Presidente della Repubblica Félix Houphouët-Boigny, che ne voleva fare uno strumento di sviluppo al servizio della popolazione. Originariamente trasmetteva solo 5 ore e mezza di programmi alla settimana. Aveva un solo trasmettitore a 10 kW ad Abidjan, nel comune di Abobo, e uno studio di 47 m² nel comune di Plateau, dove si trova l'attuale sede.
Quattro anni dopo, il 4 agosto 1966, fu inaugurata la Maison de la Télévision ("Casa della televisione") a Cocody, dotata di 2 studi di 100 m² e 400 m² e di materiale tecnico all'avanguardia, ed esordì, quindi, il primo canale televisivo.

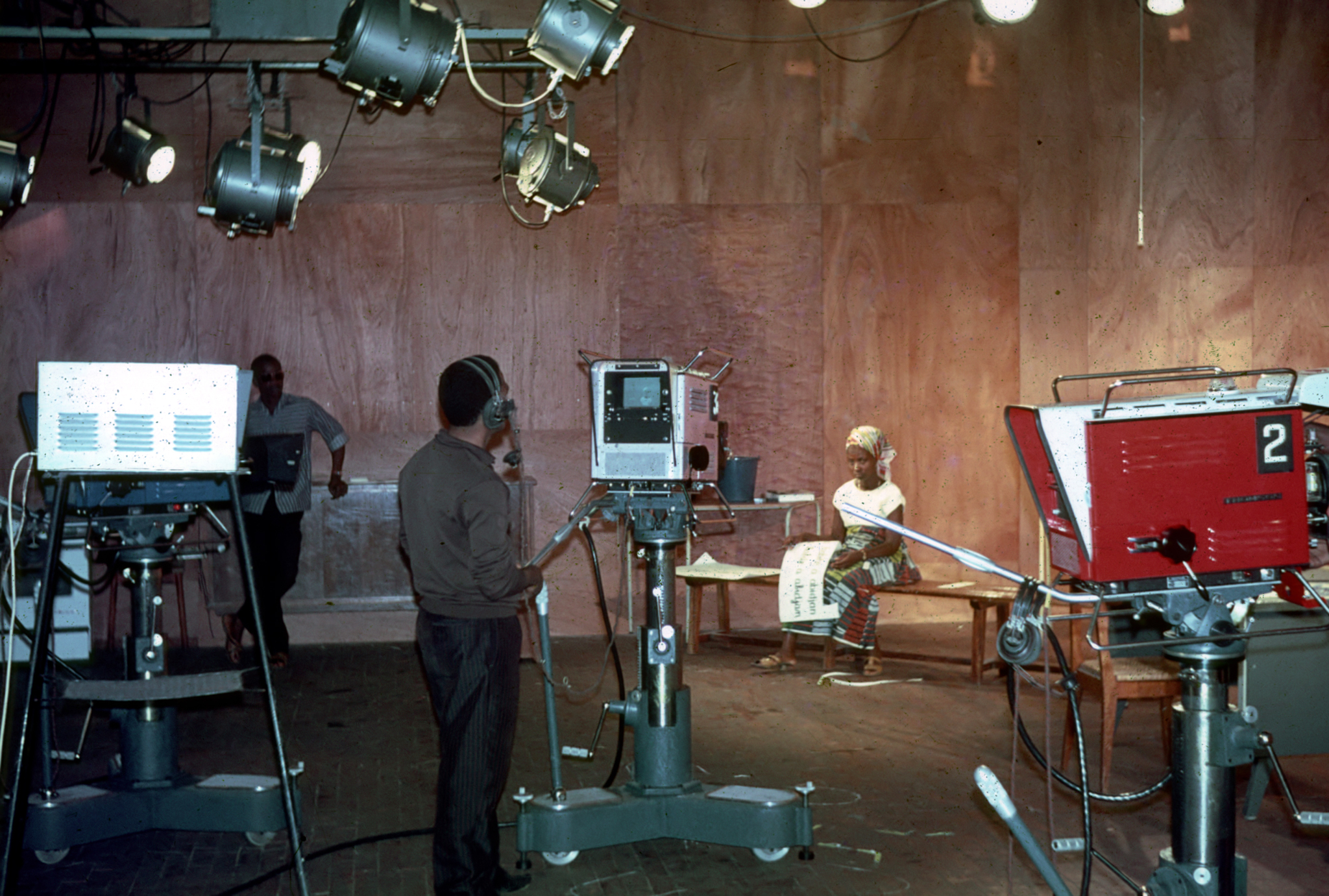
Foto del 1966

Nel 1973 la televisione passò al colore. Lo sforzo di raggiungere gradualmente tutta la nazione, intrapreso sette anni prima, si concretizzò nell'apertura di un'antenna del telegiornale a Bouaké, al centro del Paese, che fu trasformata in stazione regionale nel 1980. La copertura di tutto il territorio fu, però, completata nel 1988 con l'inaugurazione del trasmettitore di Dabakala.
In seguito al lancio del secondo canale televisivo nazionale, Canal 2, il 9 dicembre 1983, la vecchia rete unica di RTI fu rinominata "La Première".
La prima guerra civile ivoriana del 2002-2007 danneggiò sia le infrastrutture che la reputazione di RTI nelle zone che erano state nelle mani dei ribelli, quelle del nord; dopo il conflitto, infatti, il Nord riceveva solo il telegiornale del primo canale; gli altri programmi erano bloccati. Inoltre, gran parte della popolazione in quelle zone considerava i programmi di informazione di RTI colpevoli, in quanto portavoce della propaganda del governo.
RTI nel 2008 si impegnò ad ottenere una copertura totale del territorio sia per la radio che per la televisione stanziando 9 miliardi di franchi CFA per restaurare le 13 filiali esistenti (Cocody, Abobo, Digo, Dimbokro, Niangbo, Niangue, Bouaké, Dabakala, Koun Fao, Man, Séguéla, Tiémé e Touba) e costruirne ex novo in altre 14 città (Bonoua, Bouaké, Becouéfin, Maféré, Mbengué, Zoukougbeu, Kong, Kouakoussekro, Taï, Grobo, Toulepleu, Tehini, Tingrela e Grand-Lahou).
I lavori alle infrastrutture furono assegnati dall'azienda a Thomson France.
Negli anni 2010-2011 la Costa d'Avorio cadde in una nuova crisi e i programmi di RTI furono brevemente interrotti dal 31 marzo al 1º aprile e di nuovo dal 4 all'8 aprile 2011, in seguito agli attacchi delle Forces nouvelles de Côte d'Ivoire, dei bombardamenti dell'UNOCI e della Force Licorne, alleate del presidente riconosciuto dalla comunità internazionale, Alassane Ouattara. Il presidente nel frattempo aveva dato vita ad un proprio canale televisivo chiamato "Télévision Côte d'Ivoire" (TCI), il 22 gennaio 2011.
La Première ripeté TCI a partire dall'11 aprile; il 9 agosto, dopo avere integrato il personale di TCI nel proprio organico, tornò alla sua programmazione utilizzando il logo "RTI 1".

## Organizzazione

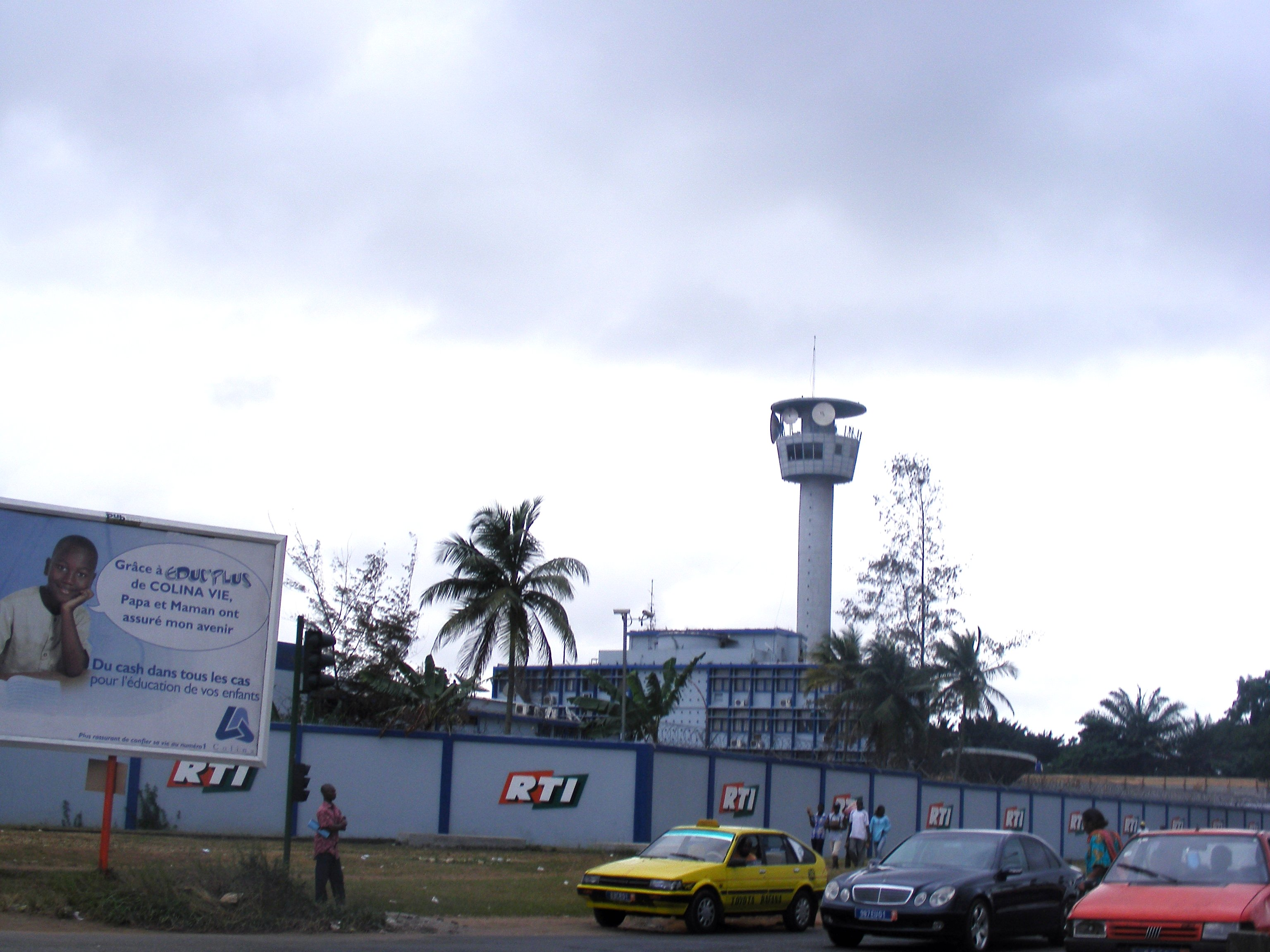
Edificio della RTI ad Abidjan.

RTI è costituita in società anonima con un capitale di sei miliardi di franchi CFA. È un servizio pubblico con un organico di 750 dipendenti, finanziato da canone, pubblicità e sovvenzioni dello Stato, posto sotto la tutela e la supervisione del Ministero della Comunicazione.
Il suo consiglio d'amministrazione è composto da personalità designate dal Presidente della Repubblica, dai ministri e da persone provenienti dalla società civile.
Ha stipulato accordi con diversi gruppi stranieri, tra cui uno con l'emittente del Benin LC2 e uno con il network ivoriano KBS.

## Servizi

### Radio
| Nome                | Sede    | Тipo        | Lancio | Lingua   | Note |
| ------------------- | ------- | ----------- | ------ | -------- | --- |
| Radio Côte d'Ivoire | Abidjan | generalista |        | francese | A vocazione sia nazionale che regionale. Dà spazio sia alle informazioni regionali e nelle lingue nazionali ufficiali che ai programmi religiosi e di servizio, nonché allo sport. Trasmette 24 ore su 24 su tutta la rete. Da novembre 1991 in poi ha conosciuto profonde mutazioni per adattarsi meglio ad un contesto molto concorrenziale. |
| Fréquence 2         | Abidjan | generalista |        | francese | Specializzata nel tempo libero, nell'intrattenimento e nel relax. Trasmette 147 ore di programmi settimanali. Si rivolge principalmente ad un target di giovani, donne e bambini. Si è dotata di un palinsesto vicino alla cultura e alla società ivoriana. Fa della copertura degli eventi culturali il suo cavallo di battaglia.             |

### Televisione
| Nome       | Sede    | Тipo            | Lancio | Lingua   | Note |
| ---------- | ------- | --------------- | ------ | -------- | --- |
| RTI 1      | Abidjan | generalista     |        | francese | A vocazione sia nazionale che regionale. RTI 1 è trasmessa via satellite sulla totalità del territorio ivoriano e via terrestre sul 75% circa, grazie ad un totale di 25 trasmettitori. Propone 21 ore di programmi al giorno abbracciando un ventaglio di generi diversi. Il telegiornale ha le sue edizioni principali alle 13, alle 20 e alle 23. A queste si aggiungono 2 flash quotidiani alle 13 e alle 18. In termini di ascolti RTI 1 occupa una buona posizione, con una media di 1.704.760 telespettatori al giorno secondo un sondaggio del 2012 di TNS Sofres.                                                                                |
| RTI 2      | Abidjan | semigeneralista |        | francese | A vocazione culturale. È la vetrina dei valori tradizionali, della cronaca, del costume, della vita di tutti i giorni degli ivoriani e principalmente dei giovani e delle donne. È quotidianamente alimentato da edizioni del telegiornale, documentari, fiction e produzioni nazionali. Il telegiornale si articola in 2 edizioni della durata di 15 minuti ciascuna, alle 12,30 e alle 19,30, alle quali si aggiungono il TG per immagini delle 6,30 e 2 flash mezz'ora prima delle 2 edizioni principali. Copre via terrestre tutto il territorio nazionale. È disponibile anche su satellite all'estero grazie a un partenariato con Canal Satellite. |
| RTI Bouaké | Abidjan | generalista     |        | francese | regionale (Radio Bouaké e TV Bouaké avevano interrotto le loro attività nel 2002), ha ripreso a trasmettere il 29 dicembre 2011. Per una questione di celerità è spesso sollecitato per effettuare dei reportage d’interesse nazionale, che cura e poi mette a disposizione dei canali con sede ad Abidjan. |
| La 3       | Abidjan | generalista     |        | francese | tematico nazionale specializzato in musica e sport. |

### RTI Distribution
RTI Distribution rappresenta un'altra tappa della filiera televisiva e cinematografica, dopo la produzione e la coproduzione. Si occupa di progetti di cineasti ivoriani e dello sfruttamento di programmi nazionali all'estero.
È una piattaforma di distribuzione internazionale che ha come obiettivo la valorizzazione in Costa d'Avorio e all'estero delle produzioni del gruppo RTI, oltreché di quelle di produttori indipendenti, assicurando la presenza di RTI alle fiere e sui mercati internazionali con dei programmi nazionali di fiction, documentari, cortometraggi e lungometraggi.  
Ha coprodotto diverse serie televisive sia utilizzando le strutture ivoriane che avvalendosi di quelle di altri Paesi africani. Tra le più famose sono Sœurs ennemies, Rêves sans faim, Blog, 20, 30, 40 e National Security.

### RTI Info
A novembre 2017 l'azienda ha lanciato una sua offerta d'informazione digitale tramite un sito web, un'applicazione, Facebook, Twitter e Instagram, allo scopo di completare l'offerta classica già esistente di sole TV e radio, riunendo l'insieme dei poli d'informazione del gruppo «per una maggiore flessibilità e reattività di fronte all'aumento del potere dei social network».

#### I verificatori delle informazioni
Una comunità composta da cittadini e giornalisti della RTI collabora alla produzione dell’informazione in modo da renderla maggiormente affidabile. I giornalisti, in ultima analisi, verificano e certificano l’informazione per una maggiore pertinenza. È prima di tutto una lucernario di fact checking per lottare contro le fake news.

## Ricezione

### Terrestre
La radio di Radiodiffusion-Télévision Ivoirienne trasmette in AM e in FM; la televisione trasmette in standard DVB-T HD.

### Satellite[12]
| Satellite          | Eutelsat 16A                                                     | Eutelsat 9B                                                      | SES 5                                                            | SES 4                                                            | SES 4                                                            |
| Posizione orbitale | 16.0° E                                                          | 9.0° E                                                           | 5.0° E                                                           | 22.0° W                                                          | 22.0° W                                                          |
| Canali             | RTI 1, RTI 2, RTI Bouaké, La 3, Radio Côte d'Ivoire, Fréquence 2 | RTI 1, RTI 2, RTI Bouaké, La 3, Radio Côte d'Ivoire, Fréquence 2 | RTI 1, RTI 2, RTI Bouaké, La 3, Radio Côte d'Ivoire, Fréquence 2 | RTI 1, RTI 2, RTI Bouaké, La 3, Radio Côte d'Ivoire, Fréquence 2 | RTI 1, RTI 2, RTI Bouaké, La 3, Radio Côte d'Ivoire, Fréquence 2 |
| Frequenza          | 12687 H                                                          | 11900 H                                                          | 12341 H                                                          | 3749 L                                                           | 10986 V                                                          |
| SR                 | 30000                                                            | 27500                                                            | 27500                                                            | 45830                                                            | 45000                                                            |
| FEC                | 3/4                                                              | 2/3                                                              | 3/4                                                              | 2/3                                                              | 3/4                                                              |
| Modulazione        | 8PSK                                                             | 8PSK                                                             | QPSK                                                             | 8PSK                                                             | QPSK                                                             |

### Streaming
Radiodiffusion-Télévision Ivoirienne in streaming